# Ром, Дагмар
Дагмар Ром, в замужестве Пайс (нем. Dagmar Rom-Peis; 16 июня 1928, Инсбрук — 13 октября 2022, Инсбрук) — австрийская горнолыжница, выступавшая в слаломе, гигантском слаломе и скоростном спуске. Представляла сборную Австрии по горнолыжному спорту в конце 1940-х — начале 1950-х годов, серебряная призёрка зимних Олимпийских игр в Осло, двукратная чемпионка мира, трёхкратная победительница австрийского национального первенства.

## Биография
Дагмар Ром родилась 16 июня 1928 года в Инсбруке, Тироль. Впервые встала на лыжи уже в возрасте трёх лет, имела большой успех на юниорском уровне, однако из-за начавшейся Второй мировой войны вынуждена была отказаться от активных тренировок и сосредоточилась на учёбе. По окончании войны возобновила спортивную карьеру, проходила подготовку в инсбрукском одноимённом лыжном клубе TS Innsbruck.
Первого серьёзного успеха на международном уровне добилась в 1947 году, когда вошла в основной состав австрийской национальной сборной и побывала на соревнованиях в Давосе, проводившихся под эгидой Международной федерации лыжного спорта — одержала здесь победу сразу в трёх женских дисциплинах: слаломе, скоростном спуске и комбинации. В том же сезоне впервые стала чемпионкой Австрии по горнолыжному спорту в зачёте скоростного спуска.
Рассматривалась в числе основных кандидаток на участие в зимних Олимпийских играх 1948 года в Санкт-Морице, однако незадолго до старта Игр порвала связки коленного сустава и не смогла выступить.
В 1950 году выступила на чемпионате мира в Аспене — в слаломе и гигантском слаломе обошла всех своих соперниц, завоевав тем самым две золотые медали. За это выдающееся достижение по итогам сезона была признана лучшей спортсменкой Австрии.
Став двукратной чемпионкой мира, Ром на некоторое время прервала спортивную карьеру — вместе со своим другом открыла магазин спортивных товаров в коммуне Зефельд-ин-Тироль, исполнила главную роль в художественном фильме Nacht am Mont-Blanc режиссёра Харальда Райнля и таким образом полностью пропустила сезон 1950/51.
Вернувшись в большой спорт, в 1952 году победила на чемпионате Австрии в слаломе и гигантском слаломе. Благодаря череде удачных выступлений удостоилась права защищать честь страны на Олимпийских играх в Осло — в слаломе по сумме двух попыток заняла 36 место, в скоростном спуске стала пятой, тогда как в программе гигантского слалома получила награду серебряного достоинства, пропустив вперёд только американку Андреа Мид-Лоуренс.
Вскоре после Олимпиады Ром вышла замуж за журналиста Гюнтера Пайса и в связи с рождением ребёнка вновь покинула австрийскую национальную сборную. В сезоне 1954/55 предприняла очередную попытку вернуться, но в условиях высокой конкуренции показала достаточно скромные результаты и теперь уже окончательно завершила олимпийскую карьеру.
В 1960-х годах вместе с сыном снималась в телесериале «Марио».
Умерла 13 октября 2022 года.